# Voodoo People
Voodoo People ist die achte offizielle Singleveröffentlichung der englischen Big-Beat-Band The Prodigy und die dritte Singleauskopplung aus dem Studioalbum Music For The Jilted Generation. Die Single wurde am 12. September 1994 über das Label XL Recordings veröffentlicht und konnte im Vereinigten Königreich Platz 13 der Single-Charts erreichen. Im Jahr 1995 wurde Voodoo People in den USA als 12"-Vinyl und CD-Single vom Label Mute Records veröffentlicht.
Obwohl der  Titel in den allgemeinen Single-Charts keine Top-10-Platzierungen erreichen konnte, wurde Voodoo People im Vereinigten Königreich im Oktober 2019 mit Gold für verkaufte Stückzahlen ausgezeichnet.

## Veröffentlichung
Auf der britischen Veröffentlichung gab es einen Remix der Band The Chemical Brothers, die sich zu jener Zeit noch nach dem bekannten US-Duo The Dust Brothers benannten. Durch die Singleveröffentlichung und ihre aufkeimende Popularität drohten die amerikanischen Dust Brothers rechtliche Schritte an, worauf sich das englische Duo 1995 in The Chemical Brothers umbenannte und der Remix auf der Mute-Veröffentlichung in den USA umbenannt wurde. Ein kurzes Sample im Remix wurde ebenfalls in der amerikanischen Version geändert.

## Musikvideo
Das Video wurde unter Walter Stern produziert und auf Haiti aufgenommen.

## Samples
Der grundlegende Riff basiert auf einem Sample der Band Nirvana aus dem Lied Very Ape aus deren dritten Studioalbum In Utero.

## Titelliste
Die Titellisten der unterschiedlichen Formate und Veröffentlichungen von Voodoo People:
| Nr.          | Titel                               | Länge |
| ------------ | ----------------------------------- | ----- |
| 1.           | Voodoo People (Original Mix)        | 06:28 |
| 2.           | Voodoo People (Haiti Island Mix)    | 05:22 |
| 3.           | Voodoo People (Dust Brothers Remix) | 05:56 |
| 4.           | Goa (The Heat The Energy, Part 2)   | 06:04 |
| Gesamtlänge: | Gesamtlänge:                        | 23:50 |

| Nr.          | Titel                               | Länge |
| ------------ | ----------------------------------- | ----- |
| 1.           | Voodoo People (Edit)                | 04:05 |
| 2.           | Voodoo People (Dust Brothers Remix) | 05:56 |
| 3.           | Goa (The Heat The Energy, Part 2)   | 06:04 |
| 4.           | Voodoo People (Original Mix)        | 06:28 |
| Gesamtlänge: | Gesamtlänge:                        | 22:33 |

| Nr.          | Titel                                                   | Länge |
| ------------ | ------------------------------------------------------- | ----- |
| 1.           | Voodoo People (Chemical Brothers Remix)                 | 05:56 |
| 2.           | Voodoo People (Original Mix)                            | 06:28 |
| 3.           | No Good (Start the Dance) (CJ Bolland Museum Remix)     | 05:14 |
| 4.           | Speedway [Theme from Fastlane] (Secret Knowledge Remix) | 10:26 |
| Gesamtlänge: | Gesamtlänge:                                            | 28:04 |

| Nr.          | Titel                                                   | Länge |
| ------------ | ------------------------------------------------------- | ----- |
| 1.           | Voodoo People (Edit)                                    | 04:05 |
| 2.           | Voodoo People (Chemical Brothers Remix)                 | 05:56 |
| 3.           | No Good (Start the Dance) (CJ Bolland Museum Remix)     | 05:14 |
| 4.           | Rat Poison                                              | 05:34 |
| 5.           | Speedway [Theme from Fastlane] (Secret Knowledge Remix) | 10:26 |
| 6.           | Voodoo People (Haiti Island Mix)                        | 05:22 |
| 7.           | Voodoo People (Original Mix)                            | 06:28 |
| Gesamtlänge: | Gesamtlänge:                                            | 43:05 |

Alle Tracks geschrieben von Liam Howlett, Track 4 geschrieben von Liam Howlett und Maxim Reality
Track 2: Remix und zusätzliche Produktion von Chemical Brothers

Track 3: Remix und zusätzliche Produktion von CJ Bolland

Track 4: Remix von Liam Howlett

Track 5: Remix von Kris Needs

Track 6: Remix von Liam Howlett